# Calamus ceratophorus
Calamus ceratophorus är en enhjärtbladig växtart som beskrevs av Conrard. Calamus ceratophorus ingår i släktet Calamus och familjen Arecaceae. Inga underarter finns listade i Catalogue of Life.